# Traisy Tukiet
Vivien Traisy Tukiet (* 17. Februar 1994 in Sarawak) ist eine malaysische Wasserspringerin, die im 10-m-Turm- und Synchronspringen aktiv ist. Trainiert wird sie von Yang Zhu Liang.
Tukiet nimmt seit 2009 an internationalen Wettkämpfen teil. Bei ihrer ersten Weltmeisterschaft 2009 in Rom schied sie vom 10-m-Turm im Vorkampf aus. Im folgenden Jahr errang sie mit Rang fünf bei den Commonwealth Games in Delhi an der Seite von Jun Hoong Cheong im 10-m-Synchronspringen und mit Rang neun bei den Asienspielen in Guangzhou im Einzel vom Turm erste Erfolge. Tukiet konnte sich vom Turm für die Olympischen Spiele 2012 in London qualifizieren.